# Marian Zacharski
Marian Włodzimierz Zacharski (ur. 15 sierpnia 1951 w Gdyni) – oficer polskiego wywiadu cywilnego w stopniu generała brygady, biznesmen, autor książek z gatunku historii i literatury faktu.

## Życiorys

### Młodość
Syn Wacława i Czesławy. Jego ojciec, z wykształcenia inżynier mechanik, w okresie wojny walczył w Szarych Szeregach. Po upadku powstania został wywieziony do Niemiec w okolice Bambergu w Bawarii. Po powrocie osiadł na Wybrzeżu i utrzymywał kontakt z kolegami zaangażowanymi w działalność Wywiadu AK.
Marian Zacharski dorastał w Sopocie. Uczył się w Szkole Podstawowej nr 7, a następnie w SP nr 6. W 1969, po zdaniu matury w I Liceum Ogólnokształcącym im. Marii Curie-Skłodowskiej, przeniósł się z rodzicami do Warszawy. Ukończył prawo na Uniwersytecie Warszawskim.

### Działalność w USA
Od 1 września 1973 roku podjął pracę w Centrali Handlu Zagranicznego „Metalexport”. W 1975 (rok urodzenia się pierwszej córki) został oddelegowany do firmy Polamco (Polish-American Machinery Corporation), która była przykrywką dla jego szpiegowskiej działalności.

#### Kariera w Polamco
Po krótkim pobycie w centrali w Elk Grove Village, oddelegowany został do Los Angeles z zadaniem otwarcia oddziału firmy na tym terenie. Po nawiązaniu współpracy z miejscowymi firmami m.in. z Rosemead Machinery, rozpoczął sprzedaż obrabiarek pochodzących z polskich zakładów m.in. Ponar w Porębie, Andrychowie, Jarocinie, Wrocławiu, Tarnowie, Pruszkowie oraz Ponar-Defum w Dąbrowie Górniczej.
Odbiorcami były małe firmy i koncerny, głównie aeronautyczne, centra serwisowe linii lotniczych (np. United Airlines na lotnisku w San Francisco). Sukcesem była sprzedaż wytaczarki z Dąbrowy Górniczej do zakładów firmy EG&G w Las Vegas, która, ze względu na ścisłe związki z poligonem atomowym w Nevadzie, miała oficjalny zakaz dokonywania zakupów maszyn i urządzeń pochodzących z tak zwanych krajów socjalistycznych. Czyniąc wyjątek od tej reguły Departament Energii w Waszyngtonie wydał stosowne pozwolenie na tę transakcję. Kierując oddziałem na Zachodnim Wybrzeżu, Zacharski odpowiadał za sprzedaż na terytorium 13 stanów.

#### Nawiązanie kontaktu z Williamem Bellem
Od 1977 roku współpracował, w charakterze kontaktu operacyjnego, z Departamentem I MSW. Na terenie USA jego działalność była nadzorowana przez rezydenturę polskiego wywiadu znajdującą się w Chicago. W 1977 roku nawiązał kontakt z Williamem Holdenem Bellem, kierownikiem zaawansowanych projektów w Radar Systems Group w Hughes Aircraft Company w El Segundo w Kalifornii, pracującym nad przyszłościowymi rozwiązaniami dla Departamentu Obrony USA, a także dla DARPA.
Do 1981 roku Zacharski zdołał kupić za pieniądze polskiego wywiadu dziesiątki tysięcy stron tajnych dokumentów. Wśród zdobytej dokumentacji znajdowały się m.in. precyzyjne dane dotyczące radarów, systemów przechwytywania celów i naprowadzania na nie rakiet stosowanych we wszystkich ówczesnych amerykańskich samolotach bojowych (F-5, F-14, F-15, F-16, F-18), plany radaru LPIR (Low Probability of Intercept Radar) znanego powszechnie pod nazwą „cichego radaru”, który montowany był w samolotach opartych na technologii „stealth”, w tym w strategicznych bombowcach B-1 oraz B-2, dokumentacja dotycząca rakiet TOW, Phoenix, Sparrow, Hawk, Patriot, radary dla marynarki wojennej.

#### Aresztowanie
28 czerwca 1981 roku Zacharski został aresztowany pod zarzutem zdobywania informacji odnoszących się do spraw obrony narodowej USA celem przekazania ich przedstawicielom i urzędnikom obcego tzn. polskiego rządu.
Uważa się, że jedną z głównych przyczyn rozpoczęcia przez FBI rozpracowywania Zacharskiego była zdrada wewnątrz centrali polskiego wywiadu. Jak wynika z dokumentów wewnętrznej komisji powołanej w Departamencie I MSW celem zbadania powodów aresztowania Zacharskiego, zdrajcą tym był Jerzy Koryciński, który poinformował Centralną Agencję Wywiadowczą, że Zacharski pozyskuje wysokiej klasy tajną dokumentację, a ich dostawcą jest jeden z jego sąsiadów. Dzień po ogłoszeniu stanu wojennego w Polsce, 14 grudnia 1981 roku Zacharski został skazany przez sąd w Los Angeles na karę dożywotniego więzienia. Karę odbywał głównie w więzieniu federalnym w Memphis.

#### Wymiana na moście Glienicke
W wyniku długich negocjacji prowadzonych poprzez berlińską kancelarię prawną mecenasa Wolfganga Vogla, Zacharski otrzymał akt łaski i powrócił do Polski. Operacja wymiany, obejmująca w sumie 29 osób, miała miejsce 11 czerwca 1985 roku o godzinie 13:00 na moście Glienicke. Zacharski wraz z 3 innymi osobami podejrzanymi lub oskarżonymi o szpiegostwo (Bułgar i dwójka z NRD), został wymieniony na 25 więźniów odbywających wyroki w NRD i w Polsce. Za Zacharskiego Polska wydała 5 więźniów skazanych na kary wieloletniego więzienia za prowadzenie działalności wywiadowczej na rzecz Stanów Zjednoczonych. Byli nimi: światowej sławy szermierz i oficer Wojska Polskiego Jerzy Pawłowski, Leszek Chróst, Bogdan Walewski oraz tandem Norbert Adamaschek i Jacek Jurzak.

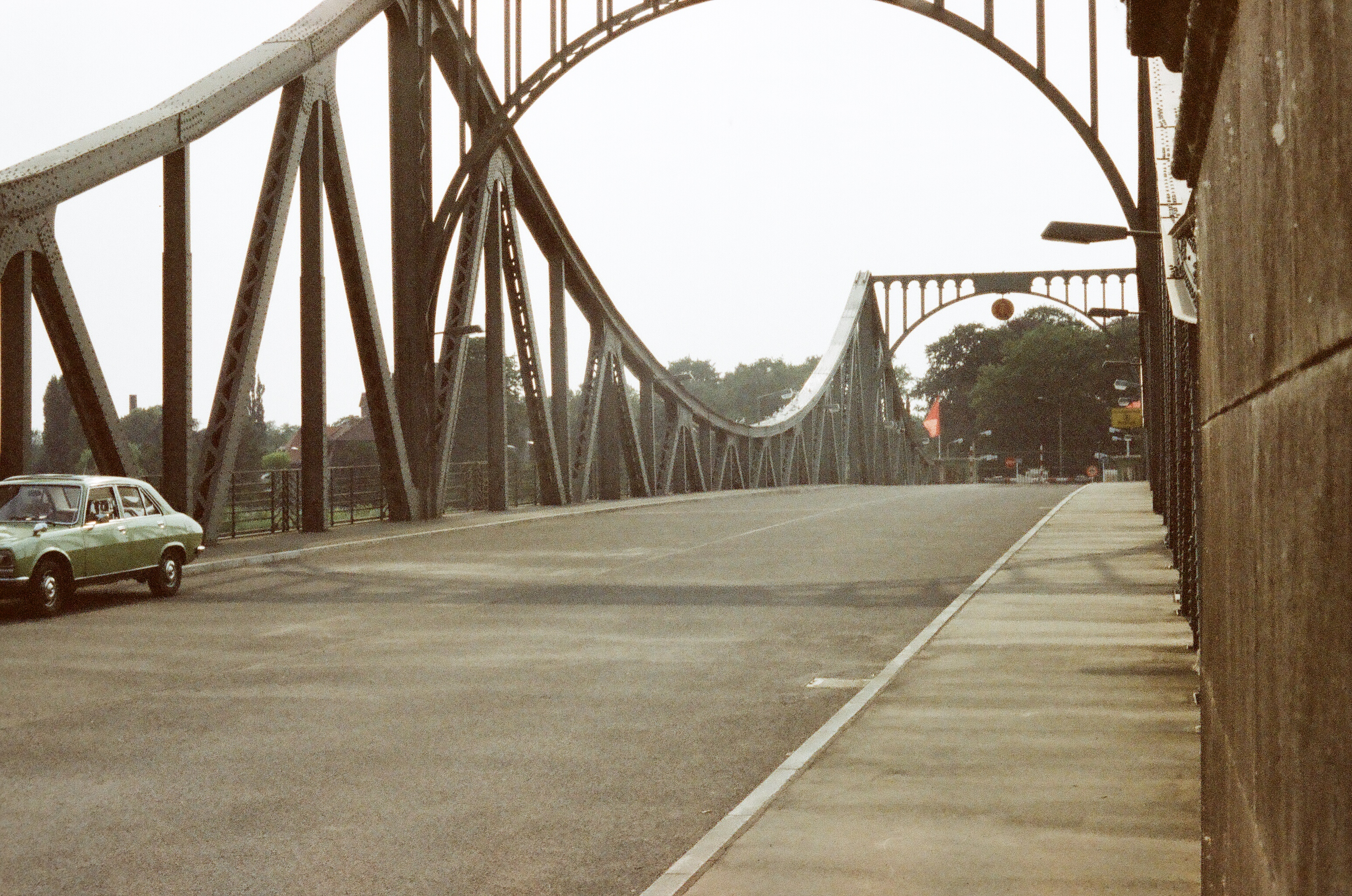
Most Glienicke (widok w 1987)

Na punkt wymiany Zacharski wyruszył 10 czerwca z bazy lotnictwa amerykańskiego McGuire w stanie New Jersey na pokładzie transportowca C-5 Galaxy. Dotarł następnego dnia około godziny 2 w nocy na lotnisko we Frankfurcie nad Menem (część wojskowa pod zarządem amerykańskim). O godzinie 5 rano miał miejsce start Herculesa C-130 przystosowanego do przerzutu wojsk spadochronowych, którym przetransportowano Zacharskiego na lotnisko Tempelhof w Berlinie Zachodnim, gdzie w wydziale protokolarnym od godziny 6 rano oczekiwał na wymianę, która miała miejsce o godzinie 13. Na lotnisku podpisał warunkowy akt łaski sygnowany przez prezydenta Ronalda Reagana.

### Powrót do Polski
Po powrocie do kraju, przez miesiąc, odbywały się rozmowy wyjaśniające w obiekcie wywiadu w Magdalence, po czym, wraz z rodziną, Zacharski wyjechał na urlop do Mielna. W lutym 1986 roku podjął pracę w firmie Pewex. Piastował kolejno stanowiska dyrektora Biura Artykułów Technicznych i Różnych, dyrektora handlowego i dyrektora naczelnego. Jednocześnie cały czas pozostawał oficerem wywiadu na etacie zewnętrznym. To właśnie do Zacharskiego oddelegowany został pracownik Jacka Tramiela do spraw współpracy z krajami wschodnimi, który doprowadził do pojawienia się w Peweksach w roku 1985 ośmiobitowych komputerów Atari.
W związku ze swoimi obowiązkami bardzo dużo podróżował po świecie, z wyłączeniem USA. Warunkowy akt łaski nie pozwalał Zacharskiemu na swobodny wjazd na terytorium tego państwa, stąd na przykład jego częste podróże do Japonii nie odbywały się tradycyjnym wówczas szlakiem z technicznym lądowaniem w porcie lotniczym Anchorage na Alasce, lecz przez Singapur lub bezpośrednim lotem linii Finnair przez Helsinki (z przelotem nad biegunem północnym).

## Afera Olina
Po zmianach ustrojowych Zacharski przeszedł do bezpośredniej pracy w strukturach polskiego wywiadu funkcjonującego w ramach UOP. Pracował jako oficer łącznikowy z zaprzyjaźnionymi służbami zachodnimi, a jednocześnie prowadził działania na kierunku wschodnim. Dotarł do informacji wskazującej na możliwość pracy agenturalnej ówczesnego premiera RP Józefa Oleksego (kryptonim „Olin”) na rzecz ZSRR i Rosji. W 1995 roku uczestniczył w akcji mającej na celu zwerbowanie rosyjskiego agenta Władimira Ałganowa. Po przegranych wyborach prezydenckich przez Wałęsę, władza skupiła się w rękach SLD. Nowe kierownictwo UOP uniemożliwiało kontynuowanie sprawy „Olina”.
W 1996 postawiony przez ówczesnego Ministra Spraw Wewnętrznych Zbigniewa Siemiątkowskiego przed alternatywą dobrowolnego zwolnienia się ze służby lub wyrzucenia z niej na podstawie art. 5 zezwalającego na usunięcie oficera „dla dobra” służby, Zacharski napisał podanie o zwolnienie i jeszcze tego samego dnia opuścił Polskę.

## Emigracja

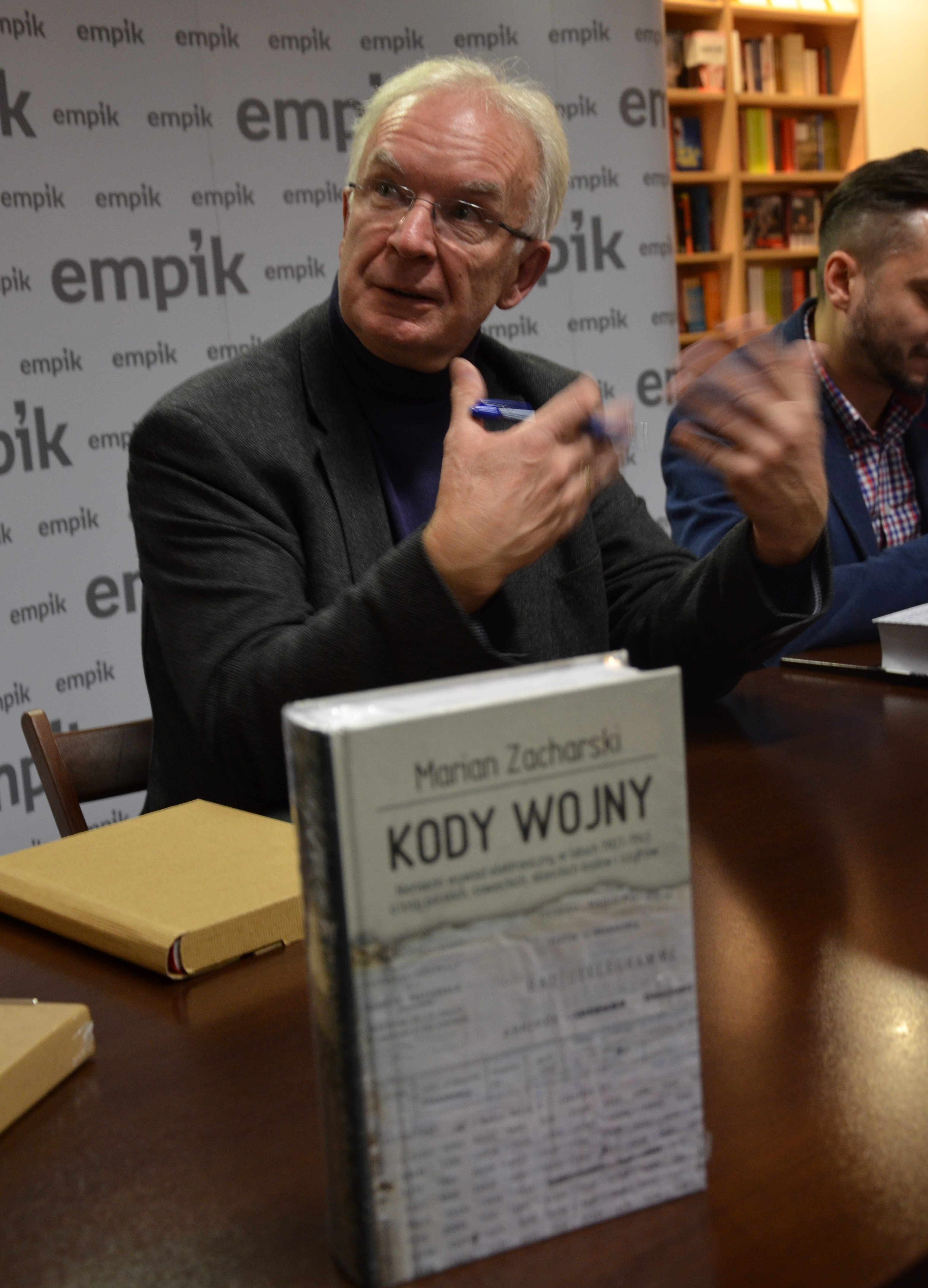
Marian Zacharski z książką „Kody wojny”

Od połowy 1996 roku przez następne 17 i pół roku Zacharski nie przyjeżdżał do kraju. Swoje przeżycia przedstawił najpierw w zrealizowanym przez telewizję TVN dokumentalno-fabularnym serialu „Szpieg”, a następnie w dwuczęściowej biografii Nazywam się Zacharski. Marian Zacharski oraz Rosyjska Ruletka. W kolejnych latach skupił się na poszukiwaniach w archiwach zachodnich, głównie niemieckich, dokumentów związanych z walką wywiadów Niemiec i Polski w latach 1918–1945. Napisał pięć książek historycznych oraz wydał reprint księgi szyfrowej przedwojennej polskiej marynarki wojennej MAR-3.

## Życie prywatne
W styczniu 1975 roku ożenił się z Barbarą, miał z nią dwie córki – Małgorzatę i Karolinę. Od 1996 roku na stałe mieszka poza Polską. Jego córki ukończyły najlepsze szkoły ivy league (pozostały w Polsce). W grudniu 1999 roku ponownie  się ożenił.

## Nagrody i odznaczenia
- Krzyż Oficerski Orderu Odrodzenia Polski w 1985 roku
- Bestseller Empiku 2009 w kategorii Historia i Literatura Faktu za książkę Nazywam się Zacharski. Marian Zacharski. Wbrew regułom[15]

## Publikacje
- Nazywam się Zacharski. Marian Zacharski. Wbrew regułom, Poznań 2009.
- Rosyjska ruletka, Poznań 2010.
- Rotmistrz, Poznań 2011.
- Dama z pieskiem, Poznań 2013.
- Operacja Reichswehra, Poznań 2013.
- Krwawiąca granica, Poznań 2014.
- Kody wojny. Niemiecki wywiad elektroniczny w latach 1907–1945 a losy polskich, sowieckich, alianckich kodów i szyfrów, Prusim 2015.